# Lautréamont

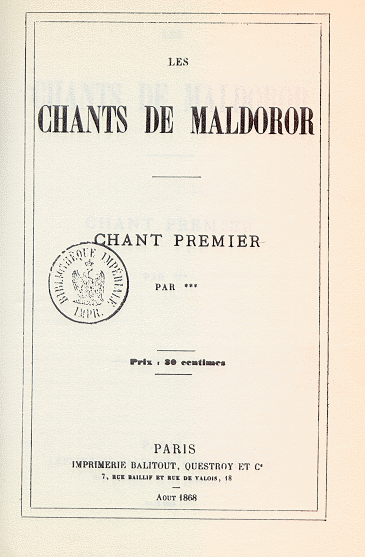
La prima edizione di "I Canti di Maldoror", 1868

(da Poésies I, citato in  I Canti di Maldoror, poesie, lettere, a cura di Ivos Margoni, Einaudi, Torino, 1989.)
Lautréamont, pseudonimo di Isidore Lucien Ducasse (Montevideo, 4 aprile 1846 – Parigi, 24 novembre 1870), è stato un poeta francese.

## Vita e opere
Figlio di un funzionario del consolato francese a Montevideo, François Ducasse (1809-1887) e di Jacquette Célestine Davezac, fu inviato, nel 1859, a studiare in Francia nel liceo di Tarbes e poi a Pau fino al 1865.
Dopo un soggiorno di due anni a Montevideo, si trasferì a Parigi dove, nel 1868 diede alle stampe, anonimo, il primo canto de Les Chants de Maldoror (I Canti di Maldoror).
Nel 1869, sotto lo pseudonimo di Conte di Lautréamont – ispirato dal romanzo Latréaumont di Eugène Sue – fu stampata l'opera completa in sei canti, grazie all'aiuto finanziario di suo padre e del banchiere Darasse. Gli editori Albert Lacroix (lo stesso di Victor Hugo e Émile Zola) e Auguste Poulet-Malassis (di Charles Baudelaire), tuttavia, non misero in vendita il libro per timore della censura, data l'eccessiva violenza espressiva dell'opera. In una lettera a quest'ultimi, del 23 ottobre 1869, Lautréamont aveva chiarito le sue ascendenze letterarie ed i suoi propositi:
Fu probabilmente a causa dei timori degli editori che Ducasse cambiò completamente rotta, volgendosi da una poetica della disperazione a una della speranza, precisando: "Ho rinnegato il mio passato. Non canto più che la speranza e me la prendo con le più belle poesie di Lamartine, Victor Hugo, de Musset, Byron, Baudelaire, le correggo nel senso della speranza"; e scrivendo due testi poetici che avrebbero dovuto fungere da introduzione a un'opera successiva: Poésies I e Poésies II, stampati, rispettivamente, nei mesi di aprile e giugno del 1870, e pubblicati, questa volta, con il vero nome dell'autore. Lo stile e i temi sono ben differenti da quelli di Maldoror. Tuttavia è facile ravvisare in questo stravolgimento un atteggiamento ironico o quanto meno enigmatico. Si tratta verosimilmente di una polemica neanche troppo velata da parte di chi aveva deciso di cantare gli orrori dell'uomo, "bestia feroce", secondo la programmatica dichiarazione dei Chants (secondo canto, strofa quarta).
Ducasse fu rinvenuto morto la mattina del 24 novembre del 1870 nel proprio letto d'albergo. Aveva solo 24 anni e la sua morte così prematura e improvvisa fece pensare a un suicidio per avvelenamento, anche se i biografi sospettano una morte per tubercolosi o tifo, a causa delle pessime condizioni igienico-alimentari dovute all'assedio di Parigi dopo la sconfitta e cattura dell’Imperatore Napoleone III a seguito della guerra franco-prussiana. Il certificato di morte porta scritto: "Senza ulteriori informazioni". La salma è stata probabilmente sepolta nel cimitero di Montmartre e in seguito spostata verso un ossario non identificato di periferia nel gennaio 1871, ma non nel cimitero parigino di Pantin, come a lungo supposto.
È solo con la morte del poeta che vengono pubblicati i canti, nel 1874, sempre sotto lo pseudonimo di Conte di Lautréamont. Nel 1890 una successiva edizione indica il vero nome dell'autore, presentandone una breve nota biografica.
La violenza verbale del Maldoror, associata ad una fantasia immaginifica e manifestata in una visione romanticamente satanica, nichilista, fecero classificare Lautréamont fra i poeti maledetti.
La sua opera fu praticamente ignorata fino al 1890, e in seguito venne valorizzata dai surrealisti che, scorgendone affinità con le loro idee, giunsero a considerare Lautréamont un loro predecessore. Uno per tutti, André Breton, nel suo primo Manifesto del surrealismo (1924) scrive: "Con i Canti di Maldoror nacque il Surrealismo. Per trovare esempi più antichi bisogna risalire ai profeti e agli oracoli".

## Traduzioni in italiano
- I canti di Maldoror, traduzione di Marco Lombardi, Edizioni del Cavallino, Venezia, 1944
- I canti di Maldoror, a cura di Fabrizio Onofri, Einaudi, Torino, 1944
- Poesia, traduzione di F. Albertazzi, Sampietro, Bologna 1966
- (IT, FR) Ivos Margoni (a cura di), Opere complete, collana Nuova Universale Einaudi, Torino, Einaudi, 1967.
- I Canti di Maldoror; Poesie; Lettere,  traduzione di Nicola M. Buonarroti, Feltrinelli, Milano 1968;
- Tutte le poesie, a cura di Gianni Nicoletti, Newton Compton, Roma, 1978
- Opere complete, a cura di Ulisse Jacomuzzi, Mursia, Milano, 1988
- I canti di Maldoror, poesie, lettere, a cura di Ivos Margoni, Einaudi, Torino 1989
- I canti di Maldoror. Poesie. Lettere, traduzione di Lanfranco Binni, Garzanti, Milano, 1990
- Canti di Maldoror. Poesie. Lettere, traduzione e cura di Idolina Landolfi, Rizzoli, Milano, 1995
- Dieci unghie secche invece di cinque, traduzione e cura di Carmine Mangone, Giunti, Firenze, 2005
- I canti di Maldoror, traduzione e cura di Stefano Lanuzza, Barbès, Firenze, 2010
- I canti di Maldoror, traduzione di Nicola M. Buonarroti, Feltrinelli, Milano, 1968
- I canti di Maldoror, a cura di Laura Colombo, traduzione di Nicola M. Buonarroti, Feltrinelli,  Milano, 2010
- La poesia non è tempesta, traduzione e cura di Stefano Lanuzza, Barbès, Firenze, 2012
- I canti di Maldoror, traduzione e cura di Luca Salvatore, Arcipelago, Milano, 2012
- Maldoror e tutte le poesie, traduzione e cura di Stefano Lanuzza, Clichy, Firenze, 2015

## Nella cultura di massa
Kadour Naimi ha adattato  I Canti di Maldoror prima a teatro (1984) e poi al cinema (Maldoror, 1997).